# سامي العسكري
سامي جاسم عطية فرحان العسكري وهو سياسي عراقي عضو في البرلمان العراقي ولد في سنة 1953 في محافظة ذي قار في العراق وهو عضو في حزب الدعوة الإسلامية وهو عضو لجنة العلاقات الخارجية في البرلمان العراقي فاز في انتخابات 2010 ب2108 صوت وفي عام 2014 لم يَفُز بمقعد وبعدها إتهم رئيس مجلس الوزراء وأمين عام حزب الدعوة نوري المالكي بتزوير الانتخابات لِصالح أقاربهِ.